# V.LEAGUEライセンス制度
V.LEAGUEライセンス制度（ブイリーグ・ライセンスせいど）は、V.LEAGUEが2018年から実施しているVリーグ所属チームの資格制度である。

## 概要
V.LEAGUEに参戦するには、V.LEAGUEライセンスが必要である。
ライセンスの有効期間は1シーズンで、所属チームも含めてシーズンごとに審査の申請が必要である。
V.LEAGUEライセンスは2022-23シーズンまではS1、S2、S3の3段階、2023-24シーズン以後はリーグ機構改革のためSVとVの2段階である。
S1ライセンス
V.LEAGUE DIVISION1（V1リーグ、V1）在籍のために必要なライセンス。
V.LEAGUE DIVISION2（V2リーグ、V2）所属チームがV1昇格するにはS1ライセンスが最低限必要である。S1ライセンスを保持してない場合は、V・チャレンジマッチ（V1チームとの入替戦）出場も不可である。
S2ライセンス
V2リーグ在籍のために必要なライセンス。
V.LEAGUE DIVISION3（V3リーグ、V3）所属チームは、S2ライセンスを入手すれば、Vリーグ機構の承認を得ることでV2リーグに昇格できる。
S3ライセンス
V3リーグ在籍のために必要なライセンス。
新たにV.LEAGUE参戦を希望するチームは、まずはS3ライセンス取得が必要である。
女子はV3リーグを開催してないため、S3ライセンスを取得することで特例でV2リーグ参戦となる（2023-24シーズンのみ、S3ライセンス保有クラブによるV3リーグが新設されたため、この特例処置は廃止された）。

## 審査基準
ライセンス制度の要綱が一部抜粋されている。その内容を以下に記述する。
S3ライセンス
- コーチライセンス保持の監督の在任。
- チーム名称・ロゴの商法登録。
- 行政のバッグアップ。
- ファンクラブ設立。
- 保有選手12名以上。
- 専任フロントスタッフの在任。

S2ライセンス
- S3ライセンスの全条件
- ジュニアチームの保有あるいはジュニア育成教室開催。
- 練習用体育館の確保。
- チームマスコット。
- 保有選手14名以上。
- 専任現場スタッフの在任。

S1ライセンス
- S2ライセンスの全条件
- 上級コーチライセンス保持の監督の在任。

## 審査スケジュール
ライセンス有効期間は1シーズンであるため、V.LEAGUE所属チームは、継続してリーグに出場するには、毎年6月末日までに次年度のライセンス交付の申請をする必要がある（例：2020-21シーズン出場希望の場合は2019年6月末日までに申請が必要）。Vリーグ機構理事会より10月末日までに審査が行われ、結果が通知される。
新たにV.LEAGUE参戦を希望するチームは、Ｖ3参戦説明会に出席し、それから6月末日までにS3ライセンス申請を行う。S3ライセンス取得となればVリーグ機構入社内定となる。

## 各年度の審査結果
V.LEAGUEライセンス取得結果の凡例
- ：ライセンスが格上げになったチーム
- ：ライセンスが格下げになったチーム
- チーム略称はV.LEAGUEのチーム紹介で定められているもの

### 2017-18シーズン
- 新リーグ開幕に向けて、Vリーグ所属チームをはじめ新リーグ入りを目指す各チームがライセンス取得に向けて動く。
- 2017年5月31日、Vリーグ機構が新リーグ構想記者会見を行い、2018年に新リーグに移行すると発表した[4]

| 男子（26チーム） | 男子（26チーム） | 男子（26チーム） | 女子（21チーム） | 女子（21チーム） | 女子（21チーム） |
| V・プレミアリーグ | V・チャレンジリーグI | V・チャレンジリーグII | V・プレミアリーグ | V・チャレンジリーグI | V・チャレンジリーグII |
| --- | --- | --- | --- | --- | --- |
| 東レアローズ 豊田合成トレフェルサ＊1 ジェイテクトSTINGS サントリーサンバーズ パナソニックパンサーズ 堺ブレイザーズ JTサンダーズ＊2 FC東京 | 大分三好ヴァイセアドラー 富士通カワサキレッドスピリッツ VC長野トライデンツ 大同特殊鋼レッドスター トヨタ自動車サンホークス つくばユナイテッドSun GAIA 警視庁フォートファイターズ 埼玉アザレア | 東京ヴェルディ きんでんトリニティーブリッツ 近畿クラブスフィーダ 長野GaRons△ 千葉ゼルバ△＊3 兵庫デルフィーノ 奈良NBKドリーマーズ△＊4 東京トヨペットグリーンスパークル＊5 ヴォレアス北海道△ ヴィアティン三重△ | NECレッドロケッツ 久光製薬スプリングス＊6 日立リヴァーレ＊7 トヨタ車体クインシーズ JTマーヴェラス 東レアローズ デンソーエアリービーズ 上尾メディックス＊8 | 岡山シーガルズ PFUブルーキャッツ フォレストリーヴズ熊本 KUROBEアクアフェアリーズ 大野石油オイラーズ＊9 JAぎふリオレーナ トヨタ自動車ヴァルキューレ | 柏エンゼルクロス＊10 ブレス浜松 群馬銀行グリーンウイングス△ プレステージ・インターナショナルアランマーレ△ GSS東京サンビームズ 大阪スーペリアーズ△ |

*1：現・ウルフドッグス名古屋、*2：現・JTサンダーズ広島、*3：現：千葉ZELVA、*4：現・奈良ドリーマーズ、*5：現・トヨタモビリティ東京スパークル、*6：現・久光スプリングス、*7：現・日立Astemoリヴァーレ、*8：現・埼玉上尾メディックス、*9：現・大野石油広島オイラーズ、*10：現・千葉エンゼルクロス。△：準加盟チーム。
- 12月25日、新リーグ名称(V.LEAGUE)などが発表された[5]のと同時に、新リーグのライセンス取得状況も発表された[6]。
  - Vリーグ所属チームは、男子は26チーム中23チームがライセンス取得（条件付き認可を含む）。Vリーグ新参戦のヴォレアスと三重をS3審査中とした。女子は所属全チームがライセンスを取得した（条件付き認可を含む）。
- 2018年3月22日、条件付きでS1ライセンスを取得していた熊本が運営会社の業績不振もあり条件を満たすことが出来ず退社したため、同チームのS1ライセンスを取消とした[7]。
- 3月24日、新生V.LEAGUEとなる2018-19 V.LEAGUEの編成と同時にライセンス結果も発表された[8]。
  - S3審査中とされていたヴォレアスと三重もS3ライセンスが交付された。
  - 女子のヴィクトリーナ姫路もS3ライセンス取得となり、初のV.LEAGUE参戦となる。
  - 2015年よりV・チャレンジリーグIIに在籍していた千葉が、資金力・スタッフ不足などを指摘され、Vリーグ所属チームで唯一ライセンス交付が見送られた[9]。
  - 新たにV.LEAGUE参戦を目指していたSafilva北海道（以下サフィルヴァ）も、申請したもののライセンス取得には至らなかった[10]。

| カテゴリ | ライセンス | チーム数 | 2017-18 所属リーグ    | チーム                                                                 |
| -------- | ---------- | -------- | --------------------- | ---------------------------------------------------------------------- |
| 男子     | S1         | 11       | V・プレミアリーグ     | パナソニック、豊田合成、JT、東レ、ジェイテクト、サントリー、堺、FC東京 |
| 男子     | S1         | 11       | V・チャレンジリーグI  | 大分三好、VC長野、つくば                                               |
| 男子     | S2         | 8        | V・チャレンジリーグI  | 富士通、警視庁、大同特殊鋼、トヨタ自動車、埼玉                         |
| 男子     | S2         | 8        | V・チャレンジリーグII | きんでん、東京ヴェルディ、長野GR                                       |
| 男子     | S3         | 6        | V・チャレンジリーグII | ヴォレアス、近畿、三重、奈良NBK、デルフィーノ、東京トヨペット          |
| 女子     | S1         | 13       | V・プレミアリーグ     | 久光製薬、JTマーヴェラス、トヨタ車体、デンソー、NEC、東レ、上尾、日立  |
| 女子     | S1         | 13       | V・チャレンジリーグI  | 岡山、PFU、KUROBE、JAぎふ                                              |
| 女子     | S1         | 13       | V・チャレンジリーグII | 浜松                                                                   |
| 女子     | S2         | 7        | V・チャレンジリーグI  | トヨタ自動車、大野石油                                                 |
| 女子     | S2         | 7        | V・チャレンジリーグII | 群馬銀行、柏、GSS東京、アランマーレ、大阪                              |
| 女子     | S3         | 1        | -                     | 姫路                                                                   |

### 2018-19シーズン
- 2018年10月24日、サフィルヴァとルートインホテルズ Brilliant Ariesの次シーズンからのV.LEAGUE参加がVリーグ機構理事会によって承認された[11]。
- 10月26日、V.LEAGUEが開幕した。
- 2019年2月14日、2019-20シーズンライセンス判定結果が発表された[12]。
  - V2男子で唯一S1ライセンスを保持していたつくばがS2に格下げとなり、V1昇格が不可となる。
  - 男子は、S1ライセンス保持チームがV1チームのみとなり、この時点で当年度のV・チャレンジマッチ（入替戦）は開催なしとなった。
  - V2女子はS1ライセンス取得チームが3チーム増え、2位以内に入ればV・チャレンジマッチに出場できるチームが増えた。

| カテゴリ | ライセンス | チーム数 | 2018-19 所属リーグ | チーム                                                                                   |
| -------- | ---------- | -------- | ------------------ | ---------------------------------------------------------------------------------------- |
| 男子     | S1         | 10       | V1                 | パナソニック、豊田合成、JT、東レ、ジェイテクト、サントリー、堺、FC東京、大分三好、VC長野 |
| 男子     | S2         | 12       | V2                 | 富士通、警視庁、大同特殊鋼、トヨタ自動車、つくば、埼玉、きんでん、東京ヴェルディ、長野GR |
| 男子     | S2         | 12       | V3                 | ヴォレアス、三重、デルフィーノ                                                           |
| 男子     | S3         | 4        | V3                 | 近畿、奈良、東京トヨペット                                                               |
| 男子     | S3         | 4        | -                  | サフィルヴァ                                                                             |
| 女子     | S1         | 16       | V1                 | 久光製薬、JT、トヨタ車体、デンソー、NEC、東レ、上尾、日立、岡山、PFU、KUROBE             |
| 女子     | S1         | 16       | V2                 | JAぎふ、群馬銀行、浜松、アランマーレ、姫路                                               |
| 女子     | S2         | 5        | V2                 | トヨタ自動車、大野石油、柏、GSS東京、大阪（審査中）                                      |
| 女子     | S3         | 1        | -                  | ルートイン                                                                               |

- 翌シーズンのS2ライセンスを保持している女子のトヨタ自動車と大阪が当シーズンをもって退社した[13][14]。S2ライセンス保持チームは3チームとなった。

### 2019-20シーズン
- 2019年10月24日、2020-21シーズンライセンス判定結果が発表された[15]。
  - V2男子のヴォレアスがS1ライセンスを取得したため、ヴォレアスが2位以内に入った場合のみV・チャレンジマッチが開催されることとなった。
  - 男子のクボタスピアーズ、千葉ZELVA、アイシンティルマーレ、女子のフォレストリーヴズ熊本がS3ライセンスを取得し、入社内定となった。
  - 女子のリガーレ仙台がS3ライセンスを申請したが、経済的基盤の脆弱性等により交付が見送られた[16][17]。

| カテゴリ | ライセンス | チーム数 | 2019-20 所属リーグ | チーム |
| -------- | ---------- | -------- | ------------------ | --- |
| 男子     | S1         | 11       | V1                 | パナソニック、JT広島、東レ、サントリー、WD名古屋、堺、ジェイテクト、FC東京、大分三好、VC長野                 |
| 男子     | S1         | 11       | V2                 | ヴォレアス                                                                                                   |
| 男子     | S2         | 12       | V2                 | 富士通、トヨタ自動車、警視庁、大同特殊鋼、埼玉、つくば、きんでん、長野GR、東京ヴェルディ、三重、デルフィーノ |
| 男子     | S2         | 12       | V3                 | サフィルヴァ                                                                                                 |
| 男子     | S3         | 6        | V3                 | 近畿、奈良、トヨタモビリティ                                                                                 |
| 男子     | S3         | 6        | -                  | クボタ、千葉、アイシン                                                                                       |
| 女子     | S1         | 18       | V1                 | 久光製薬、東レ、JT、トヨタ車体、デンソー、NEC、埼玉上尾、日立、岡山、KUROBE、PFU、姫路                       |
| 女子     | S1         | 18       | V2                 | JAぎふ、群馬銀行、アランマーレ、柏、浜松、ルートイン                                                         |
| 女子     | S2         | 2        | V2                 | GSS東京、大野石油                                                                                            |
| 女子     | S3         | 1        | -                  | 熊本 |

### 2020-21シーズン
- 2020年10月16日、2021-22シーズンライセンス判定結果が発表された[18]。
  - V2男子の長野GRのライセンスがS2からS3に格下げとなったため、翌2021-22シーズンはV3で戦うことが確定した。
  - 女子のリガーレ仙台がS3ライセンスを取得し、入社内定となった。男子は入社内定チームなし。

| カテゴリ | ライセンス | チーム数 | 2020-21 所属リーグ | チーム |
| -------- | ---------- | -------- | ------------------ | --- |
| 男子     | S1         | 11       | V1                 | ジェイテクト、パナソニック、サントリー、JT広島、堺、東レ、WD名古屋、FC東京、大分三好、VC長野                       |
| 男子     | S1         | 11       | V2                 | ヴォレアス |
| 男子     | S2         | 14       | V2                 | 富士通、埼玉、トヨタ自動車、大同特殊鋼、三重、つくば、警視庁、きんでん、東京ヴェルディ、デルフィーノ、サフィルヴァ |
| 男子     | S2         | 14       | V3                 | 奈良、千葉、クボタ                                                                                                 |
| 男子     | S3         | 4        | V2                 | 長野GR |
| 男子     | S3         | 4        | V3                 | 近畿、トヨタモビリティ、アイシン                                                                                   |
| 女子     | S1         | 19       | V1                 | JT、岡山、埼玉上尾、デンソー、トヨタ車体、東レ、久光、NEC、日立、KUROBE、PFU、姫路                                 |
| 女子     | S1         | 19       | V2                 | 群馬銀行、JAぎふ、ルートイン、アランマーレ、大野石油、千葉、浜松                                                   |
| 女子     | S2         | 2        | V2                 | GSS東京、熊本 |
| 女子     | S3         | 1        | -                  | 仙台 |

### 2021-22シーズン
- 2021年10月7日、2022-23シーズンライセンス判定結果が発表された[19]。
  - 男子は新たに富士通とサフィルヴァがS1ライセンスを取得しS1ライセンス保有チームが2チーム増加し13チームとなった。
  - 男子の福岡ウイニングスピリッツと女子のヴィアティン三重がS3ライセンスを取得し、入社内定となった。

| カテゴリ | ライセンス | チーム数 | 2021-22 所属リーグ | チーム |
| -------- | ---------- | -------- | ------------------ | --- |
| 男子     | S1         | 13       | V1                 | サントリー、パナソニック、WD名古屋、ジェイテクト、東レ、JT広島、堺、FC東京、VC長野、大分三好                    |
| 男子     | S1         | 13       | V2                 | 富士通、ヴォレアス、サフィルヴァ                                                                                |
| 男子     | S2         | 14       | V2                 | 埼玉、大同特殊鋼、つくば、ヴィアティン、東京V、デルフィーノ、きんでん、トヨタ自動車、警視庁、千葉、クボタ、奈良 |
| 男子     | S2         | 14       | V3                 | 長野GR、アイシン                                                                                                |
| 男子     | S3         | 3        | V3                 | 近畿、トヨタモビリティ                                                                                          |
| 男子     | S3         | 3        | -                  | 福岡 |
| 女子     | S1         | 19       | V1                 | JT、東レ、NEC、デンソー、埼玉上尾、岡山、日立、久光、PFU、姫路、トヨタ車体、KUROBE                              |
| 女子     | S1         | 19       | V2                 | 群馬銀行、ルートイン、アランマーレ、浜松、JAぎふ、大野石油、千葉                                                |
| 女子     | S2         | 3        | V2                 | GSS東京、熊本、仙台                                                                                             |
| 女子     | S3         | 1        | -                  | ヴィアティン |

### 2022-23シーズン
- 2022年10月12日、2023-24シーズンライセンス判定結果が発表された[20]。
  - 男子は新たにヴィアティンがS1ライセンスを取得しS1ライセンス保有チームが1チーム増加し14チームとなった。ヴォレアスは2022年10月発表時点ではS1ライセンスが保留となっていたが、V2・2位以内が確定した後、V.LEAGUEよりS1ライセンス承認が発表された[21]。
  - 女子は新たに仙台がS1ライセンスを取得しS1ライセンス保有チームが1チーム増加し20チームとなった。
  - 男子のフラーゴラッド鹿児島と女子のアルテミス北海道、倉敷アブレイズ、カノアラウレアーズ福岡がS3ライセンスを取得し、入社内定となった。

| カテゴリ | ライセンス | チーム数 | 2022-23 所属リーグ | チーム                                                                                       |
| -------- | ---------- | -------- | ------------------ | -------------------------------------------------------------------------------------------- |
| 男子     | S1         | 14       | V1                 | サントリー、WD名古屋、パナソニック、堺、東レ、JT広島、ジェイテクト、東京GB、大分三好、VC長野 |
| 男子     | S1         | 14       | V2                 | ヴォレアス、富士通、ヴィアティン、サフィルヴァ                                               |
| 男子     | S2         | 13       | V2                 | 埼玉、大同特殊鋼、デルフィーノ、きんでん、つくば、アイシン                                   |
| 男子     | S2         | 13       | V3                 | トヨタ自動車、奈良、警視庁、東京V、クボタ、千葉、長野GR                                      |
| 男子     | S3         | 4        | V3                 | 近畿、トヨタモビリティ、福岡WS                                                               |
| 男子     | S3         | 4        | -                  | 鹿児島                                                                                       |
| 女子     | S1         | 20       | V1                 | 久光、JT、東レ、NEC、埼玉上尾、デンソー、日立Astemo、PFU、岡山、トヨタ車体、姫路、KUROBE     |
| 女子     | S1         | 20       | V2                 | ルートイン、群馬銀行、アランマーレ、千葉、仙台、浜松、大野石油、JAぎふ                       |
| 女子     | S2         | 2        | V2                 | GSS東京、熊本                                                                                |
| 女子     | S3         | 4        | V2                 | ヴィアティン                                                                                 |
| 女子     | S3         | 4        | -                  | アルテミス、倉敷、KL福岡                                                                     |

### 2023-24シーズン
- Vリーグの機構改革（詳細：プロリーグ構想 (バレーボール)#新プロリーグの検討（2024年）参照）に伴い、ライセンス制度が見直され、2024-25シーズンから従来のS1、S2、S3ライセンスに代えて、SVライセンスとVライセンスに変更された。
- その2024-25シーズンのライセンス判定の審査の第1回判定結果が2024年3月21日[22]、第2回は同年4月17日[23]に発表され、2024-25シーズンは、SVリーグは男子10[24]・女子14、Vリーグは男子19（条件付き1含む）[24]・女子11クラブが出場することが確定した[25]。
  - 男子の警視庁、トヨタ自動車、トヨタモビリティ東京、女子の千葉がライセンス申請を見送った。
  - 男子のレーヴィス栃木がVライセンスを新規取得した。
  - 男子のアスペルジュ香川、女子の福岡ギラソールがVライセンスを申請したが、交付が見送られた。

| カテゴリ | ライセンス     | チーム数 | 2023-24 所属リーグ | チーム                                                                                         |
| -------- | -------------- | -------- | ------------------ | ---------------------------------------------------------------------------------------------- |
| 男子     | SV             | 11       | V1                 | 東京GB、長野、東レ、ジェイテクト、WD名古屋、パナソニック、サントリー、日鐵堺、JT広島、V北海道  |
| 男子     | SV             | 11       | V2                 | クボタ                                                                                         |
| 男子     | V              | 18       | V2                 | 北海道YS、つくば、埼玉、アイシン、V三重、きんでん、富士通カワサキ、大分三好                    |
| 男子     | V              | 18       | V3                 | 近畿ク、兵庫、奈良、千葉、東京V、大同特殊鋼、鹿児島、長野、福岡WS                              |
| 男子     | V              | 18       | -                  | 栃木                                                                                           |
| 男子     | V不交付        | 1        | -                  | 香川                                                                                           |
| 男子     | ライセンス辞退 | 3        | V2                 | トヨタ自動車                                                                                   |
| 男子     | ライセンス辞退 | 3        | V3                 | トヨタモビリティ東京、警視庁                                                                   |
| 女子     | SV             | 12       | V1                 | アランマーレ、日立Astemo、埼玉上尾、NEC、PFU、デンソー、トヨタ車体、東レ、JT、姫路、岡山、久光 |
| 女子     | SV             | 12       | V2                 | KUROBE、群馬                                                                                   |
| 女子     | V              | 11       | V2                 | GSS東京、ルートイン、JAぎふ、大野石油広島、熊本、仙台、浜松                                    |
| 女子     | V              | 11       | V3                 | A北海道、V三重、倉敷、K福岡                                                                    |
| 女子     | V不交付        | 1        | -                  | 福岡G                                                                                          |
| 女子     | ライセンス辞退 | 1        | V3                 | 千葉                                                                                           |